# Boog & Elliot 4: Jaktsäsong
Boog & Elliot 4 – Jaktsäsong är en amerikansk animerad film från 2015 och uppföljare till filmen Boog & Elliot 3 – Cirkusvänner.

## Rollista
| Roll                                                          | Engelsk röst                                     | Art                             |
| ------------------------------------------------------------- | ------------------------------------------------ | ------------------------------- |
| Boog                                                          | Donny Lucas                                      | Grizzlybjörn                    |
| Elliot                                                        | Will Townsend                                    | Åsnehjort                       |
| Herr Wiener (Mr. Weenie)                                      | Will Townsend                                    | Svart taxhund                   |
| Giselle                                                       | Melissa Sturm                                    | Åsnehjort, hind                 |
| Ian                                                           | Brian Drummond                                   | Åsnehjort, alfahjort            |
| Reilly                                                        | Brian Drummond                                   | Nordamerikansk bäver            |
| Trädkramare                                                   | Brian Drummond                                   | Människa                        |
| Buddy                                                         | Lee Tockar                                       | Blått amerikanskt piggsvin      |
| McSquizzy                                                     | Lee Tockar                                       | Östlig gråekorre                |
| Vicesheriff #2                                                | Lee Tockar                                       | Människa, sheriffens assistent  |
| Serge                                                         | Peter Kelamis                                    | Gräsand, Denis storebror        |
| Shaw                                                          | Trevor Devall                                    | Människa, jägare                |
| Den vredgade vildsinta varulven (The Wailing Wampus Werewolf) | Trevor Devall                                    | Varulv                          |
| Vicesheriff #1                                                | Trevor Devall                                    | Människa, sheriffs assistent    |
| Sheriff Gordy                                                 | Lorne Cardinal                                   | Människa, sheriff i Timberline  |
| Ed                                                            | Garry Chalk                                      | Människa, Ednas make            |
| Edna                                                          | Kathleen Barr                                    | Människa, Eds maka              |
| Trädkramerska                                                 | Kathleen Barr                                    | Människa                        |
| Bobbie                                                        | Kathleen Barr                                    | Människa, Wieners ägarinna      |
| Bob                                                           | –                                                | Människa, Bobbies make          |
| Marcia                                                        | Shannon Chan-Kent                                | Människa                        |
| Rosie                                                         | Shannon Chan-Kent                                | Strimmig skunk, Marias tvilling |
| Maria                                                         | Michelle Murdocca                                | Strimmig skunk, Rosies tvilling |
| Deni                                                          | Maddie Taylor (krediterad som Matthew W. Taylor) | Gräsand, Serges lillebror       |